# Markadougou
Markadougou era una regió de població bambara situada a l'est i sud de Ségou. A l'esquerra del riu Níger l'anomenat petit Markadougou estava situat al nord i est de Sansanding (aquesta ciutat no en formava part). El gran Markadougou, considerada la regió d'origen dels soninkes, estava situat a l'altra banda del riu, des de Markala cap a l'est fins més enllà del riu Bani incloent les terres bambares d'aquesta acostant-se pel nord cap a Djenné, pel sud fins al riu Bani i pel sud-est s'estenia almenys fins a Touba. L'autoritat a la regió corresponia a l'almamy de Touba, ciutat situada a uns 50 km al sud-est de San ciutat que no formava part de l'imamat.
L'almamy, que era feudatari del sobirà tuculor de Ségou, es va sotmetre a França després de la conquesta de Ségou pels francesos el 1890.